# Иван Гавриловић
Иван Гавриловић (Београд, 8. јун 1968) српски је певач и телевизијска личност.

## Биографија
Гавриловић је рођен у Београду 8. јуна 1968. године. У младости је тренирао фудбал, од кога је одустао, када је са Рацом Милојевићем, и Дејаном Бодловићем основао групу Funky House Band која је била једна од првих поп-денс група у Србији. Група 1992. године издаје албум Ајде мало мрдај који брзо стиче велику популарност, иако се очекивало да ће постати група године, Гавриловић је убрзо напустио и започео соло каријеру. Први соло албум је објавио 1994. године. На албуму су се издвојиле песме Дошао сам да те женим, Певај и 200 на сат који је проглашен хитом године, док је албум био најуспешнији. На осталим албумима су се издвојиле песме као што су: Хоћу с тобом да ђускам, Од када тебе са мном нема, Иди муко. Сматрају га звездом деведесетих. Био је у вези са Маријом Милошевић, ћерком Слободана Милошевића. Ожењен је супругом Марином са којом има синове Николу и Илију. Учествовао је у ријалити-шоу програмима Фарма, Парови, Малдиви и Задруга.

## Дискографија
Албуми
- 200 на сат (1994)
- Хоћу с тобом да ђускам (1995)
- Мотори (1995)
- Насмеши се (1997)
- 3 године (1998)
- Земља нека се увија (2000)
- Али зашто (2001)
- 7 (2002)
- Признај ми (2012)

Дуети и сарадње
- Идемо (1998) са Дејаном Станковићем
- Ти ниси нормалан (2011) са Аном Ђорђевић
- Како је у Швици (2012) са Ђусом
- Није она једна (2012) са СК92 и Фером
- Дани за плакање (2012) са Слађом Делибашић
- Место за нас (2014) са Мином Костић
- Скинућу ти небо (2015) са Романом Михајловићем
- Секс машина (2016) са Бакијем Б3
- Цеца је крива за све (2016) са Јужним ветром
- Кан кан (2018) са Макро Старом